# Itupiranga
Itupiranga é um município brasileiro do estado do Pará, criado em 1947, pertencente à mesorregião do Sudeste Paraense e microrregião de Tucuruí. Localiza-se no norte brasileiro, a uma latitude 05º08'05" sul e longitude 49º19'36" oeste.

## Topônimo
"Itupiranga" é um termo oriundo da língua tupi que significa "cachoeira vermelha", através da junção dos termos ytu ("cachoeira") e pyrang ("vermelho").

## História
A origem da cidade de Itupiranga, sede do município do mesmo nome, foi o povoado Lago Vermelho, fundada em 1896, por extratores de caucho oriundos de Goiás. Chefiava-os um explorador de prenome Lúcio. Pouco depois, com o aumento do preço da castanha-do-pará, cresceu rapidamente o número de moradores e sua renda. No período áureo da castanha recebeu em seu território um trecho da Estrada de Ferro Tocantins.
Inicialmente, Itupiranga pertencia ao município de Baião. Em 1912, durante o governo de Enéas Martins, com a criação do município de Marabá, passou a pertencer-lhe. Até que, em 31 de dezembro de 1947, durante o primeiro governo de Moura Carvalho, a Lei n.º 62 criou o novo município de Itupiranga. A instalação ocorreu a 14 de julho do ano seguinte.

## Geografia
Localizado a uma latitude 05º08'05" sul e longitude 49º19'36" oeste, estando a uma altitude de 89 metros acima do nível do mar. O município possui uma população estimada de 51 457 mil habitantes, distribuídos em 7 914,6 km² de extensão territorial.

## Infraestrutura
O município é atravessado pela rodovia BR-230 (Transamazônica) de sudeste a noroeste, interligando-o aos municípios de Marabá e Novo Repartimento; que também é a principal via de acesso ao Distrito de Cajazeiras, outra via importante é a vicinal PA 9 (ou vicinal PA Cruzeiro), de ligação com o extremo sudoeste municipal, dando acesso às vilas São Pedro, Panelinha e Cruzeiro do Sul (Quatro Bocas).
Na sede municipal há o Porto Fluvial de Itupiranga, que comporta embarcações de pequeno porte que navegam principalmente pelo Rio Tocantins.

## Esportes
A mais popular prática esportiva em Itupiranga é o futebol, tanto que há até mesmo uma equipe profissional do município que disputa campeonatos estaduais e regionais, o Sport Clube Itupiranga, o qual estreará Campeonato Paraense de 2020 após conquistar a promoção na Segunda Divisão.

## Imagens

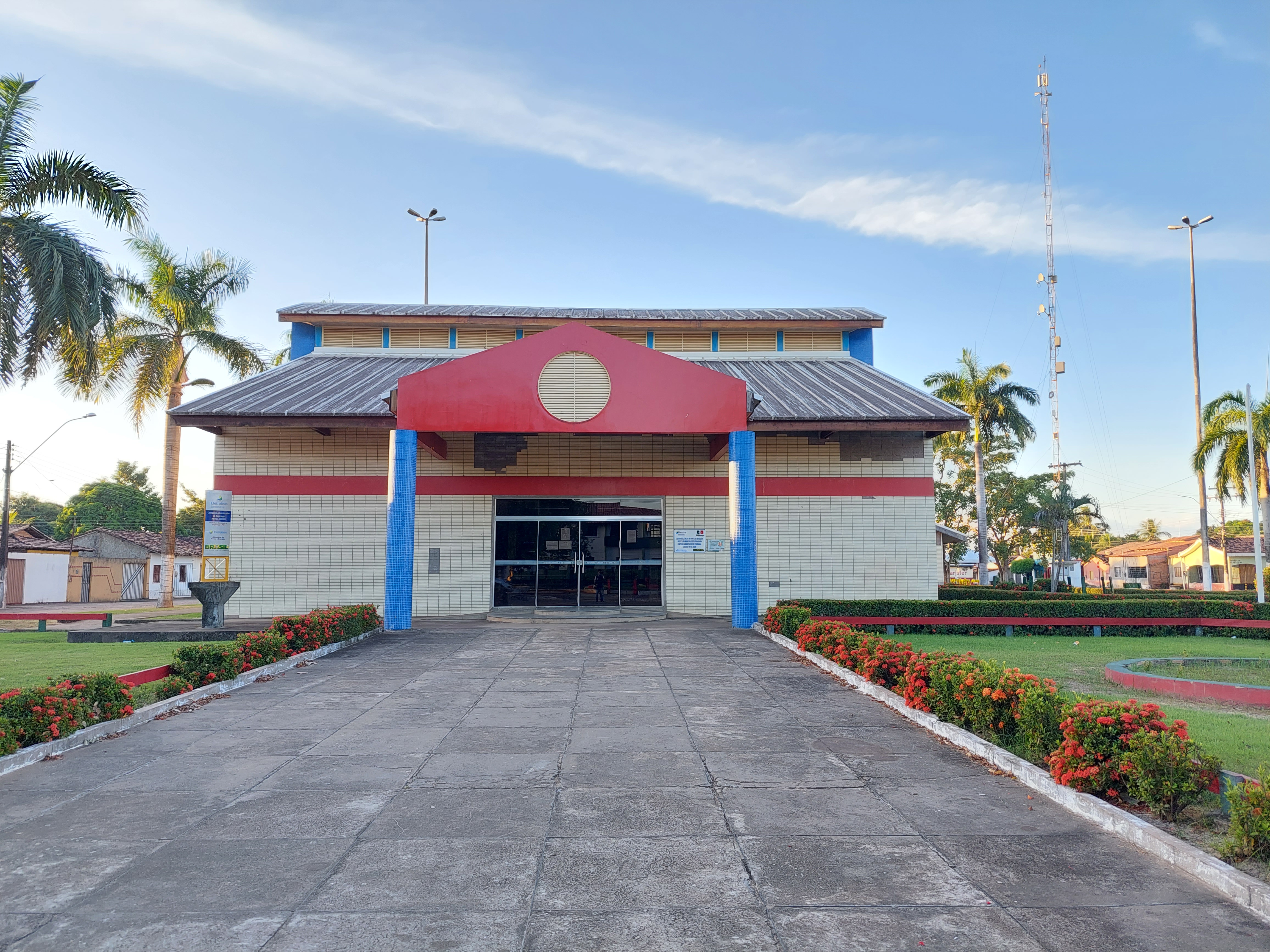
Prefeitura de Itupiranga
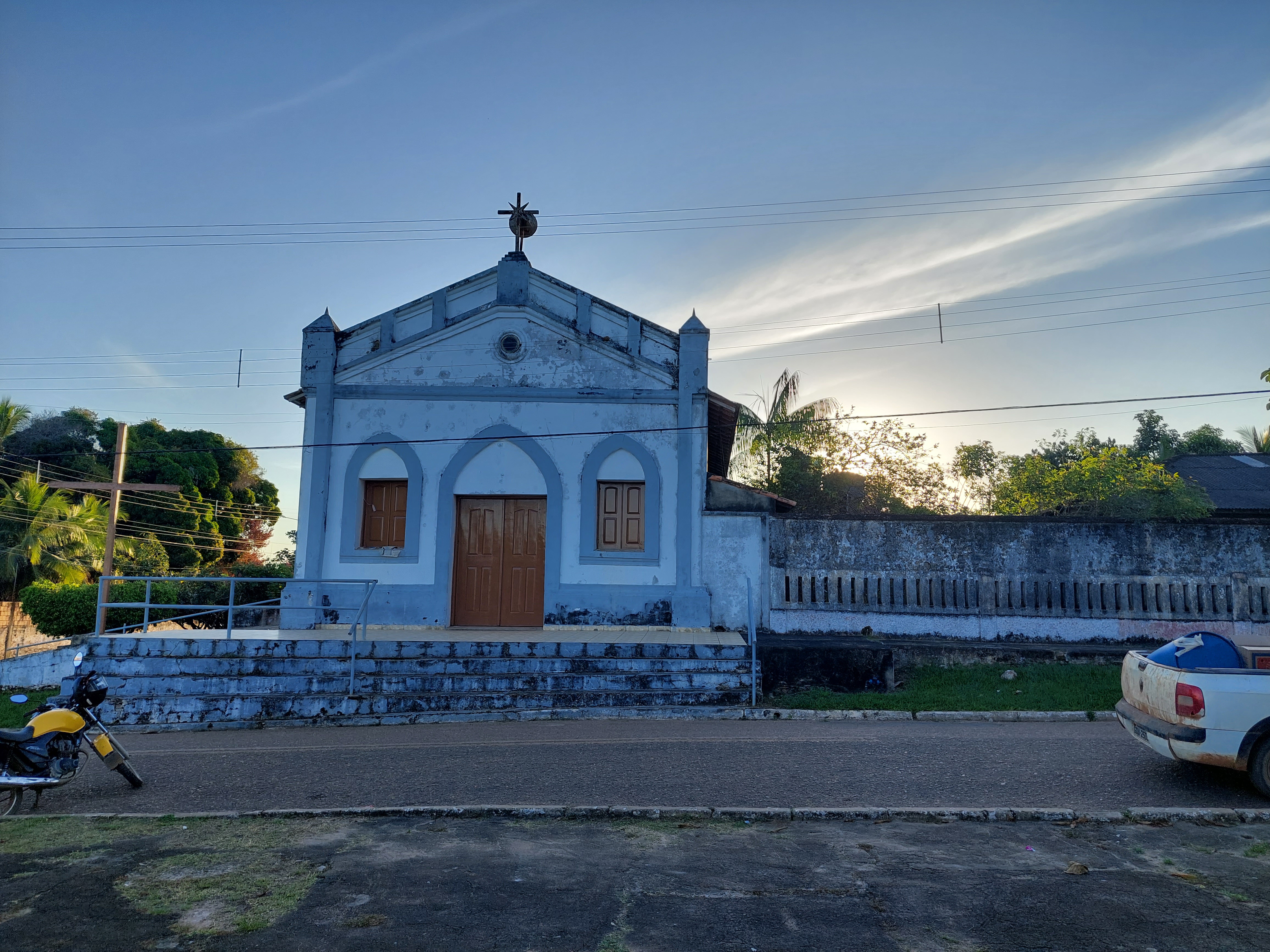
Igreja Matriz de Itupiranga
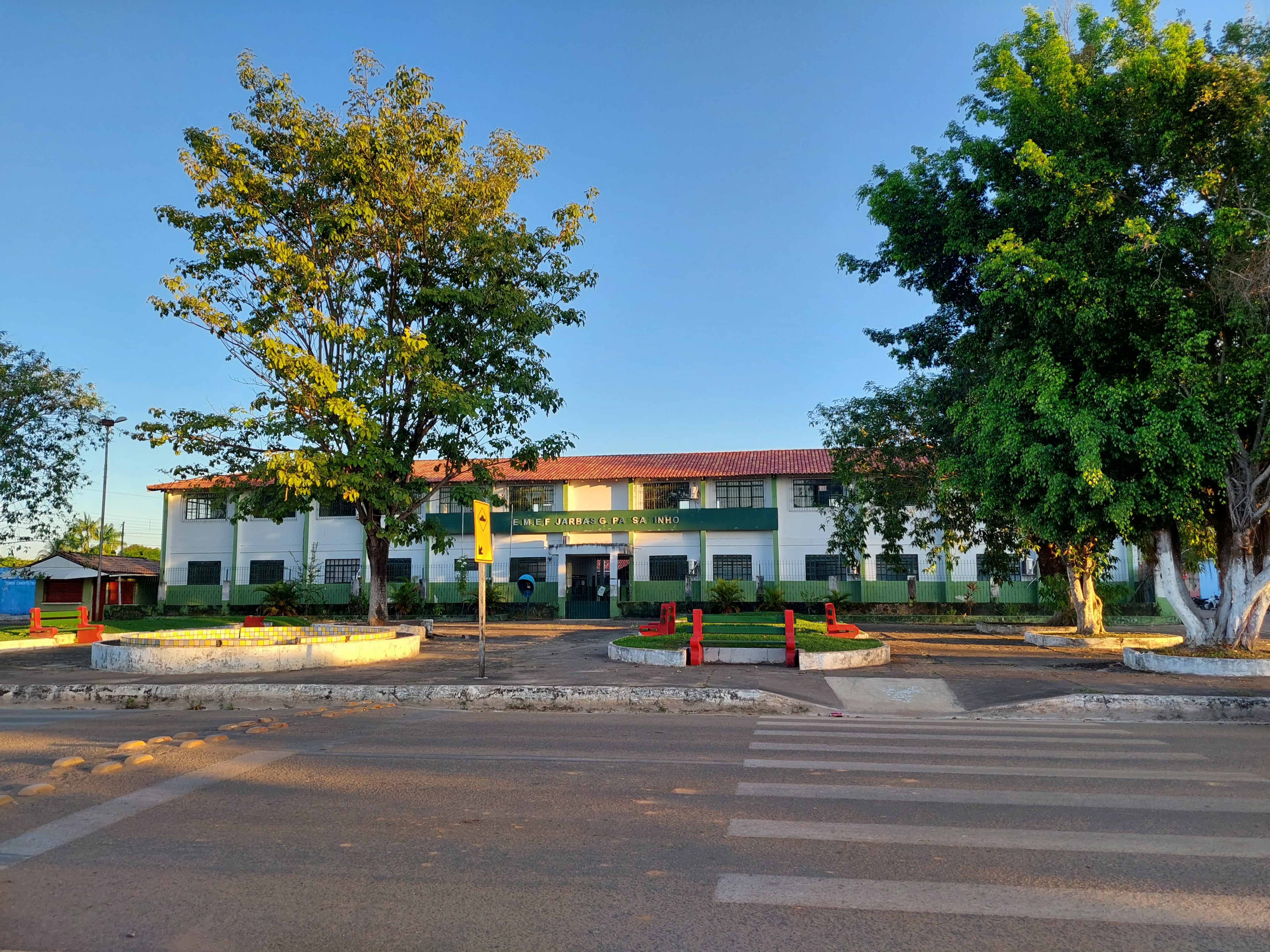
Escola Jarbas Passarinho